# Campeonato Italiano de Rugby 1932-33
El Campeonato de Rugby de Italia de 1932-33 fue la quinta edición de la primera división del rugby de Italia.

## Sistema de disputa
El torneo se disputó en formato liga, es decir cada equipo se enfrentó a cada uno de sus rivales alternando partidos tanto de local como de visitante.
El equipo que finalizó en el primer lugar de la tabla de posiciones se coronó campeón del torneo.

## Clasificación
Tabla de posiciones:
| Pos. | Equipo         | Encuentros | Encuentros | Encuentros | Encuentros | Tantos | Tantos | Tantos | Puntos |
| Pos. | Equipo         | PJ         | PG         | PE         | PP         | F      | C      | Dif    | Puntos |
| ---- | -------------- | ---------- | ---------- | ---------- | ---------- | ------ | ------ | ------ | ------ |
| 1.º  | Amatori Milano | 6          | 5          | 1          | 0          | 96     | 0      | +96    | 11     |
| 2.º  | Rugby Bologna  | 6          | 4          | 1          | 1          | 66     | 29     | +37    | 9      |
| 3.º  | GUF Torino     | 6          | 2          | 0          | 4          | 9      | 101    | -92    | 4      |
| 4.º  | Rugby Roma     | 6          | 0          | 0          | 6          | 3      | 64     | -61    | 0      |
| 5.º  | GUF Genova     | 0          | 0          | 0          | 0          | 0      | 0      | 0      | 0      |
| 6.º  | GUF Napoli     | 0          | 0          | 0          | 0          | 0      | 0      | 0      | 0      |
| 7.º  | GUF Padova     | 0          | 0          | 0          | 0          | 0      | 0      | 0      | 0      |

- Los Grupos Universitarios Fascistas (GUF) de Genova, Napoli y Padova no participaron del torneo.

|  | Campeón. |

### Campeón
| Bandera de Italia      |
| Campeón Amatori Milano |
| Quinto título          |